# Keltska umjetnost
Keltska umjetnost je umjetnost naroda Kelta (lat. Celtae i Galli, grč. κελτοί) koji su u 7. stoljeću pr. Kr. najprije naselili današnju Češku, te njemačku Bavarsku u 6. stoljeću pr. Kr. Tijekom halštatskog razdoblja proširili su se na danjašnju središnju Španjolsku i Galiju (Francuska), a tijekom latenske kulture na veliki kulturni prostor Andaluzije, Male Azije i Irske, dok su druga keltska plemena bila u Italiji, Rumunjskoj i Makedoniji, tako da su do 2, stoljeća Kelti bili najznačajniji narod u Europi, a osobito su bili važni za proizvodnju i distribuciju predmeta od metala. Keltski metalci isticali su se u ukrašavanju oružja, nakita, posuđa i zrcala. 
| Keltski kostimi u Przeworskoj kulturi (3. st. pr. Kr., latensko razdoblje), Arheološki muzej u Krakovu. |  | Keltski kostimi u Przeworskoj kulturi (3. st. pr. Kr., latensko razdoblje), Arheološki muzej u Krakovu. |
| Keltski kostimi u Przeworskoj kulturi (3. st. pr. Kr., latensko razdoblje), Arheološki muzej u Krakovu. |  | |

## Rana keltska umjetnost
Krajem 7. stoljeća pr. Kr. središnja Europa je bila naseljena lovcima-sakupljačima, koje su Grci a potom i rimski vojskovođe, filozofi i povjesničari nazvali barbarskim Keltima. Upravo iz predrimskog doba imamo mnogo pisanih podataka o njima i njihovom ustrojstvu i načinu života. Starije tragove Kelta možemo pratiti po arheološkim predmetima koji su otkriveni u njihovim grobnicama. To su najčešće nakit i keramika koje odgovaraju staležu onoga koji je tu bio sahranjen prema svojim zaslugama i u skladu s keltskim vjerovanjem o životu poslije smrti. Glavna su joj obilježja linearna shematizacija s apstraktnom ornamentikom. Najčešći su utilitarni i obredni predmeti rađeni u bronci, zlatu i, rijetko, srebru ukrašeni dragim kamenjem (obredna posuda iz Gundestrupa).
Ekonomska snaga keltskog područja temeljila se na sve većoj serijskoj proizvodnji. Veliki broj željeznih ingota pokazuje značenje Porajnja u primarnoj proizvodnji. Poznavali su tehniku izrade točkova i kola, te mnoga oruđa poput rala kojim su obrađivali zemlju i pile, te razne vrste motika, srpova i sl. Njihove kuće su bile ovalnog oblika od kamena i masivne, a ponekad i pravokutne od drveta, a bile su utvrđene palisadnim zidinama. Keltska odjeća se prema klasičnim autorima sastojala od hlača, tunika i mantila, često karirana (što se sačuvalo u npr. Škotskoj tradicijskoj nošnji). Bile su poznate kopče kojim su se kopčali dijelovi odeće i opasači, a kose su češljali prema gore i nosili su brkove što nam je poznato iz brončanih maski koje su pronađene. Od oružja, Kelti su imali štitove od drveta ili kože ojačane broncom, kratke dvosjekle mačeve, te zaštitne prsluke i šljemove. Mnogi najljepši brončani keltski štitovi bili su previše tanki da bi se koristili u bitkama i njihova namjena je bila samo dekorativne prirode. Jedan takav štit pronađen je u rijeci Temzi u Londonu 1857. god., Štit Battersea, koji se vjerojatno koristio samo za vojne smotre. Laka bojna kola na dva kotača (koja su se često pokapala s ratnicima, npr. kod Somm-Bionne u Francuskoj) pokazuje stupanj vještine keltskih obrtnika. Te prednosti odvele su Kelte i na istok, koji je i u halštatsko doba bio pod pretežitom vlašću Skita, i na jug da bi 390. pr. Kr. napali Rim, a stoljeće kasnije stigli i do Delfa (Grčka, 279. pr. Kr.), pa čak i do daleke Male Azije gdje su se neki i trajno naselili i postali „bezumni Galaćani” (iz poslanice Svetog Pavla apostola Galaćanima, 3,1). 
U halštatskom željeznom dobu Kelti su rijetko stvarali figure, ali su ugledajući se na rimske novčiće počeli stvarati plastiku koja je pored biljne ornamentike dobila i motiv glave. Kelti su prikazivali svoja mnoga božanstva i neke svete životinje. Jedan od čestih motiva bio je konj koji je predstavljen ili u ogromnim crtežima na obroncima ili kipovima i figuricama. Keltske zlatne torkve (torque, velike krute ogrlice koje se nisu mogle skidati) su bile ključni predmet kojim su se nosioci identificirali kao osobe visokog ranga, a mnoge od najboljih djela drevne keltske umjetnosti su upravo torkve. 
Latenska kultura (po nalazištu La Tène; od 450. pr. Kr.) obilježava šire područje keltskog prodiranja i naseljavanja, uglavnom prema istoku i jugu (iako su provalili i u Britaniju i dobar dio osvojili), te su zauzimali prostore od Pireneja do Rajne i od Irske do Rumunjske. To je vrijeme kada svi Kelti dijele istu religiju i razvijaju svoje urbano društvo, te se javlja karakterističan dekorativni stil poznat kao keltska umjetnost. Ona se razvila u srcu kasnijega keltskog svijeta uz Rajnu i gornju Marnu, a najistaknutiji primjerci keltske umjetnosti su brončane posude i zlatne ogrlice s livenim zavojitim ukrasima koji su nađeni u kneževskim grobovima u Rheinheimu, Basse-Yutzu i Durheimu.
- Poglavičin grob u Hochdorfu, Njemačka, oko 530. pr. Kr.
- Zlatne pločice na obući iz Hochdorfa
- Čovjek iz Glauberga, Njemačka, pješčenjak visine 1,5 m, 500. pr. Kr.
- Zlatna torkva (ogrlica) iz grobnice u Vixu, Francuska, oko 480. pr. Kr.
- Keltska posuda ukrašena mediteranskim biljnim motivima od zlata, Njemačka, oko 420. pr. Kr.

## Kasnija keltska umjetnost
Kelti su u prijelazu iz 5. u 4. stoljeće pr. Kr. promijenili svoju ornamentiku od geometrijske ka krivolinijskoj s fantastičnim likovima životinja, a počeli su stvarati i metalne maske. U mlađoj latenskoj kulturi pojavila se skulpturalna plastika (Hermes iz Roquepertusea, 3. st. pr. Kr.), a u razdoblju oko 200. pr. Kr. čest su motiv ljudske glave (npr. reljef s više glava iz Provanse). Njihove kamene skulpture su, usprkos utjecajima iz Grčke i Rima, ostale grube i ekspresivne. 
Keltska umjetnost završava tzv. „oppida-civilizacijom” (lat. oppidum: utvrđeni gradić) iz kojih su značajni predmeti rađeni na lončarskom kolu. 
Neki od ovih keltskih gradina prerastaju tijekom posljednja dva stoljeća pr. Kr. u trgovišta i gradove. Taj rast omogućio je Rimljanima širenje osvajajući etapno jedno lokalno središte za drugim. Inkorporacijom u Rimsku državu Kelti su brzo izgubili svoje osobitosti osim u geografski odvojenoj Irskoj gdje je keltska umjetnost nadživjela rimsku masovnu proizvodnju. 
Samo u Bretanji, otocima Cornwalla, Walesu i Škotskoj zadržao se jezik i elementi keltske kulture kao i sage koje su se prenosile pričama s koljena na koljeno i koje su kasnije zabilježili irski monasi u 8. stoljeću. Ponovni procvat keltska umjetnost doživljava u srednjem vijeku na Britanskom otočju (7. – 9. stoljeća), u remek-djelima iluminiranih rukopisa kao što su Knjiga Kellsa i Lindisfarnska evanđelja. U Lindisfarnskim evanđeljima (o.700) ima 45 različiti boja a sve su napravljene od mljevenih minerala ili biljnih bojila. Ova insularna umjetnost se širila preko irskih monaha na kopno i inspirirala je slikarstvo u samostanima kontinentalne Europe u romanici. 
Keltske torkve nestaju u seobi naroda, ali se tijekom ranog srednjeg vijeka (predromanika) vraćaju u modu u obliku metalnih ogrlica i narukvica, sada uglavnom od srebra (kao kod Vikinga).
- Keltski brončani šljem pronađen u rijeci Temzi u Londonu, oko 150. pr. Kr., Britanski muzej, London.
- Rimsko-keltsko zrcalo iz Desborougha, oko 50. pr. Kr.
- Irsko-keltski križ iz Muiredacha, 8. st.
- Ardagh kalež, 8. st., srebro, Nacionalni muzej Irske, Dublin.
- Lindisfarnsko evanđelje, str. 27. Evanđelja po Mateju; oko 680.-720., boja na pergamentu, 34,3 x 23,5 cm, Britanska knjižnica, London]

## Vanjske poveznice
|  | Zajednički poslužitelj ima još gradiva o temi Keltska umjetnost |